# Траксвуд (Арканзас)
Траксвуд (англ. Traskwood) — місто (англ. city) в США, в окрузі Салін штату Арканзас. Населення — 495 осіб (2020).

## Географія
Траксвуд розташований на висоті 98 метрів над рівнем моря за координатами 34°27′9″ пн. ш. 92°39′59″ зх. д. / 34.45250° пн. ш. 92.66639° зх. д. (34.452451, -92.666438).  За даними Бюро перепису населення США в 2010 році місто мало площу 14,66 км², з яких 14,64 км² — суходіл та 0,02 км² — водойми.

## Демографія
Згідно з переписом 2010 року, у місті мешкало 518 осіб у 205 домогосподарствах у складі 143 родин. Густота населення становила 35 осіб/км².  Було 221 помешкання (15/км²). 
Расовий склад населення:
| - 97,9 % — білих - 0,6 % — чорних або афроамериканців |

До двох чи більше рас належало 1,5 %. Іспаномовні складали 0,0 % від усіх жителів.
За віковим діапазоном населення розподілялося таким чином: 23,4 % — особи молодші 18 років, 63,3 % — особи у віці 18—64 років, 13,3 % — особи у віці 65 років та старші. Медіана віку мешканця становила 39,1 року. На 100 осіб жіночої статі у місті припадало 100,8 чоловіків;  на 100 жінок у віці від 18 років та старших — 100,5 чоловіків також старших 18 років.
Середній дохід на одне домашнє господарство  становив 58 990 доларів США (медіана — 48 250), а середній дохід на одну сім'ю — 74 219 доларів (медіана — 65 096). Медіана доходів становила 44 375 доларів для чоловіків та 27 266 доларів для жінок. За межею бідності перебувало 4,1 % осіб, у тому числі 0,0 % дітей у віці до 18 років та 7,0 % осіб у віці 65 років та старших.
Цивільне працевлаштоване населення становило 212 особи. Основні галузі зайнятості: виробництво — 16,5 %, мистецтво, розваги та відпочинок — 13,2 %, освіта, охорона здоров'я та соціальна допомога — 13,2 %.
За даними перепису населення 2000 року в Траксвуді проживало 548 осіб, 149 сімей, налічувалося 203 домашніх господарств і 211 житлових будинків. Середня густота населення становила близько 37,5 осіб на один квадратний кілометр. Расовий склад Траксвуда за даними перепису розподілився таким чином: 97,26 % білих, 0,73 % — чорних або афроамериканців, 0,18 % — корінних американців, 1,09 % — представників змішаних рас, 0,73 % — інших народів. іспаномовні склали 1,28 % від усіх жителів міста.
З 203 домашніх господарств в 34 % — виховували дітей віком до 18 років, 59,1 % представляли собою подружні пари, які спільно проживали, в 9,9 % сімей жінки проживали без чоловіків, 26,6 % не мали сімей. 23,6 % від загального числа сімей на момент перепису жили самостійно, при цьому 6,9 % склали самотні літні люди у віці 65 років та старше. Середній розмір домашнього господарства склав 2,70 особи, а середній розмір родини — 3,18 особи.
Населення міста за віковим діапазоном за даними перепису 2000 року розподілилося таким чином: 29,6 % — жителі молодше 18 років, 8,9 % — між 18 і 24 роками, 27,2 % — від 25 до 44 років, 24,5 % — від 45 до 64 років і 9,9 % — у віці 65 років та старше. Середній вік мешканця склав 35 років. На кожні 100 жінок в Траксвуді припадало 97,8 чоловіків, у віці від 18 років та старше — 95,9 чоловіків також старше 18 років.
Середній дохід на одне домашнє господарство в місті склав 33 929 доларів США, а середній дохід на одну сім'ю — 40 500 доларів. При цьому чоловіки мали середній дохід в 27 750 доларів США на рік проти 21 042 долара середньорічного доходу у жінок. Дохід на душу населення в місті склав 13 555 доларів на рік. 12,8 % від усього числа сімей в окрузі і 18,5 % від усієї чисельності населення перебувало на момент перепису населення за межею бідності, при цьому 28,7 % з них були молодші 18 років і 5,5 % — у віці 65 років та старше.